# Toponica (Malo Crniće)
Pour les articles homonymes, voir Toponica.
Toponica (en serbe cyrillique : Топоница) est un village de Serbie situé dans la municipalité de Malo Crniće, district de Braničevo. Au recensement de 2011, il comptait 816 habitants.

## Démographie

### Évolution historique de la population
| 1948  | 1953  | 1961  | 1971  | 1981  | 1991  | 2002 | 2011 |
| ----- | ----- | ----- | ----- | ----- | ----- | ---- | ---- |
| 1 938 | 2 005 | 1 946 | 1 741 | 1 614 | 1 374 | 969  | 816  |

|  |